# Shrine Auditorium
O Shrine Auditorium é uma casa de eventos em Los Angeles, nos Estados Unidos. Também é a sede do templo Al Malaikah, pertencente à organização Shriners.

## História
O atual prédio do Shrine Auditorium foi inaugurado em 1926 no lugar de um antigo templo Al Malaikah que havia sido construído em 1906 e que havia sido destruído por um incêndio em 11 de janeiro de 1920. Em 1933, o auditório foi um dos locais de filmagem do filme King Kong. Em 1954, serviu como um dos locais de filmagem do filme A star is born. Em 23 e 24 de agosto de 1968, a banda Grateful Dead realizou dois shows no auditório que foram gravados e lançados como um álbum ao vivo, o "Two from the Vault".
Em 27 de janeiro de 1984, o cantor Michael Jackson queimou os cabelos com fogos de artifício enquanto gravava um comercial para a Pepsi no auditório. O auditório já foi palco de inúmeras cerimônias de entrega do Óscar, do Grammy, do American Music Awards, do MTV Movie Awards e do People's Choice Awards, entre outras premiações. Também já foi a sede dos times de basquete Trojans (da Universidade do Sul da Califórnia) e Los Angeles Lakers. Costumam ser realizados muitos shows e eventos no auditório. Em 2002, o auditório foi reformado. Em 2006, foi palco da cerimônia do Miss Universo 2006.

## Shrine Exposition Hall
Anexo ao Shrine Auditorium, existe o Shrine Exposition Hall, que também é uma casa de eventos.

## Ligação externa
- Sítio oficial